# جيمي شيرلي
جيمي شيرلي (بالإنجليزية: Jimmy Shirley)‏ هو عازف جاز أمريكي، ولد في 31 مايو 1913 في يونيون في الولايات المتحدة، وتوفي في 3 ديسمبر 1989 في نيويورك في الولايات المتحدة.

## وصلات خارجية
- جيمي شيرلي على موقع ميوزك برينز (الإنجليزية)
- جيمي شيرلي على موقع أول ميوزيك (الإنجليزية)
- جيمي شيرلي على موقع ديسكوغز (الإنجليزية)